# HertenHeer
Hertenheer is een Belgisch bier. Het wordt gebrouwen door Brouwerij Het Nest uit Turnhout.

## Achtergrond
Hertenheer werd ontwikkeld in de eigen kleine brouwinstallatie van brouwerij Het Nest. Als het recept op punt stond, werd het bier geproduceerd grootschaliger gebrouwen in 't Hofbrouwerijke. Het werd gelanceerd in november 2009. Nadien werd de productie overgebracht naar de Scheldebrouwerij.
De naam van het bier werd gekozen als verwijzing naar Turnhout, de thuisbasis van brouwerij Het Nest. Turnhout is de stad van de speelkaarten. Brouwerij Het Nest heeft intussen een aantal speelkaartbieren op de markt gebracht. Schuppenboer was het eerste en werd gevolgd door Hertenheer. De naam is het dialect voor harten heer. Die staat dan ook afgebeeld op het etiket.
Op de website van de stad Turnhout wordt het bier aangeprezen als streekbier van Turnhout.

## Het bier
Hertenheer is een amberkleurig bier van hoge gisting met een alcoholpercentage van 6,5% en een densiteit van 14,7° Plato. Hoewel het etiket vermeldt “blond en bitter”, is het eigenlijk amberkleurig (24 EBC). Het heeft wel een bittere smaak door het sterk gebruiken van hop.

## Externe link

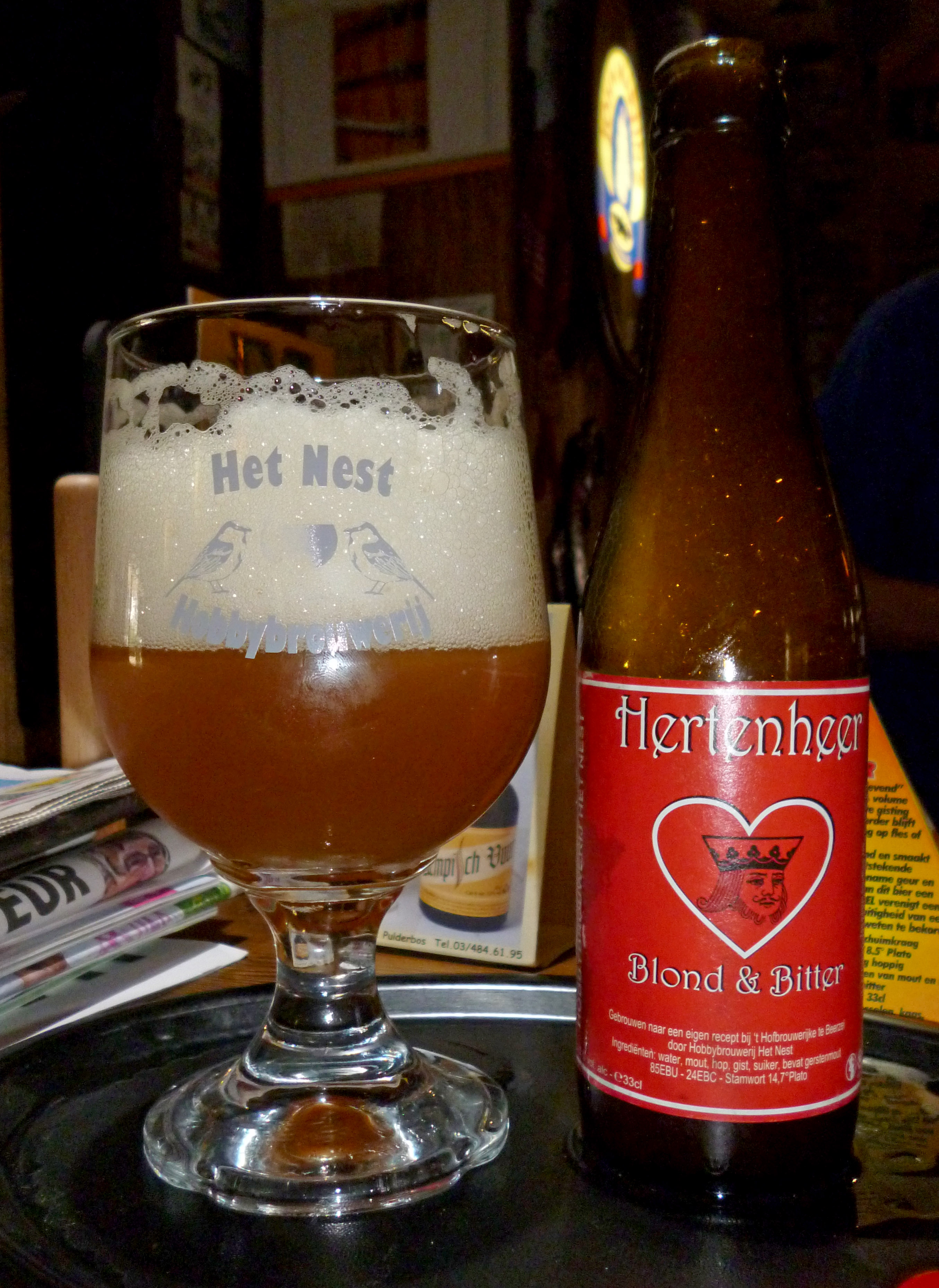
Oorspronkelijke etiket van het bier